# Trandosánok
A trandosánok a Csillagok háborúja című mozifilm-sorozatban szereplő faj. Otthonuk a Mytaranor-szektor egyik bolygója, a Trandosha (a standard tájolású galaktikus csillagtérképeken a Középső Peremvidék északkeleti részén van), nyelvük a dosh, amelynek írott és beszélt formája is létezik, és sziszegő- valamint kemény torokhangok, azonkívül kettőshangzók jellemzik.

## Leírásuk
Biológiailag humanoid felépítésű, hidegvérű, hüllőszerű faj, jellegzetes gyíkfejjel és hosszú, karmos végtagokkal, farkuk azonban nincs. Egyedeik két méter magasak, és brutális, a vukikéhoz hasonló fizikai erő jellemzi őket, valamint a nagy vitalitás (ellenállóképesség a fájdalommal és sérülésekkel szemben – például elvesztett végtagjaikat természetes módon regenerálni képesek, de csak a felnőttkoruk eléréséig rendelkeznek ezzel a képességgel). Világító vörös szemük az infravörös tartomány hullámait (hősugarak) is érzékeli, emiatt éjjel vagy sötétben is jól látnak. Nem élnek tartós párkapcsolatban, és nem alkotnak családot. Tojásokkal szaporodnak, amiket a nőstény a kikelésükig gondoz.
Hagyományos kultúrájuk brutális, kegyetlen. Egy Skalpszámláló nevű háborúistennőt imádnak, aki hitük szerint harcban megölt áldozataik száma függvényében biztosít a túlvilágon többé vagy kevésbé előkelő helyet. Emiatt sok trandosán dolgozik fejvadászként. Foglyaikat jellemző módon megkínozzák, megcsonkítják, vagy feláldozzák, azonkívül rabszolgákat tartanak. Ismertek és hírhedtek arról is, hogy ők készítik és használják a Galaxis legjobb kézi sugárfegyvereit, különösen elismert specialistái az ismétlő sugár-nehézfegyverek kifejlesztésének.
Harcias jellemük ellenére a Régi Köztársaság alatt egyes kifinomultabb ízlésű trandosán csoportok részt vettek az intergalaktikus politikai életben.

## Történelem
Ősellenségeik a Trandoshától nem messze fekvő Kashyyyk bolygó őslakói, a vukik. A vuki skalpok különösen értékesek a trandosánok körében.
A Régi Köztársaság tagjai voltak, azonban törvénytelen szokásuktól, a rabszolgatartástól nem voltak hajlandóak megválni, ezzel számos politikai konfliktust generáltak.
A Galaktikus Birodalom nemcsak törvényesítette e szokásukat, de nyíltan támogatta őket a vukik elleni rabszolgaszerző háborújukban. A Trandosán Rabszolgakereskedő Céh számos értékes vuki rabszolgát szerzett a monumentális méretű birodalmi építkezésekhez.

## Előfordulásuk

### Előfordulásuk a filmekben
A Birodalom visszavágban jelennek meg először: abban a jelenetben, amikor Darth Vader megbízást ad egy csoport fejvadásznak az Ezeréves Sólyom előkerítésére; itt tűnik fel Bossk, a gyíkember-kinézetű trandosán fejvadász. Azonban a filmből sem neve, sem faja nem derül ki (szerepe mindössze egy hörgésszerű megszólalásra korlátozódik), a könyvváltozatban is csak a neve található meg.
A Jedi visszatérben is feltűnik egy pillanatra egy, a Bosskéhoz hasonló űrruhát viselő trandosán Jabba környezetében . Nagyon valószínű, hogy azonos Bossk-kal.

### Előfordulásuk sorozatokban
A A klónok háborúja című sorozatban több trandosán karakter is előfordul, hárman nevesítve vannak (a már többször említett Bossk, továbbá Gha Nacht, illetve Nack Movers; lásd: „ismert trandosánok”). Azonban fajuk nincs nevesítve, ez csak kinézetükből következtethető ki, illetve a sorozat dokumentációiból olvasható ki.
A A Mandalóri című sorozat egyik epizódjában a címszereplőt két trandoshai támadja meg.
A Boba Fett könyve című sorozatban Jabba, a hutt korábbi kapitányaként és szolgáiként jelenik meg három. Vezetőjük Dokk Strassi.
A Star Wars: Látomások  "The Duel" című részében egy trandoshai is védelmezi a falut Kouru Sith nagyúrtól.

### Előfordulásuk videójátékokban
- A Star Wars: Galactic Battlegrounds-ban két trandosán karakter (mindkettő ún. „hős”) is előfordul: Bossk, illetve Pekt. A játék menüjében előhívható dokumentáció mindkét karakterről számottevő információkat közöl.
- A Star Wars Galaxies című játékban játszható egy trandosán karakter.
- A Star Wars: Republic Commando-ban trandosán zsoldosok foglalnak el egy köztársasági űrhajót.
- A Knights of the Old Republic sorozatban (különösen a II. részben, Nar Shaddaa-n).
- A Star Wars: Empire at War című RTS „Forces of Corruption” című kiegészítésében Bossk játszható karakter.

### Star Wars: A Köztársaság fénykora
A Köztársaság fénykora fősodros képregénysorozatának egyik főszereplője a trandoshai Sskeer Jedi mester.

## Ismert trandosánok
- Bossk, fejvadász. Tagja volt a Darth Vader által az Ezeréves Sólyom és pilótái elfogására felbérelt különítménynek (Csillagok háborúja V: A Birodalom visszavág).
- Pekt, rabszolgakereskedő. Még a trandosánok körében is hírhedt volt szadizmusáról. A Kasshyyk elfoglalása után kvázi birodalmi hivatalnokként tevékenykedett a régióban. YU. 4-ben a trandosán uralom ellen fellázadó vukik segítségére érkezett lázadók ölték meg (Star Wars: Galactic Battlegrounds).
- Gha Nachkt (kép): Egy kis növésű, köpcös és kövér trandosán kereskedő volt, aki hajóján az űr végtelenjét járta, és űrhajóroncsokra vadászott, kiszerelte belőlük, ami értékes, majd eladta. Főként droid-kereskedőként volt közismert. A Star Wars: A klónok háborúja (televíziós sorozat) I./6. részében (Downfall of a droid) szerepelt először. Egy csata nyomán maradt roncstelepen megtalálta R2-D2-t, és leszállította Grievous tábornoknak az igen értékes leletet, mivel a droid memóriája tartalmazta az Anakin Skywalker vezette köztársasági haderők minden stratégiai információját. Gha Nacht útközben megtudta ezt, és olyan magas árat kért a droidért, hogy Grievous nem volt hajlandó kifizetni őt, ehelyett orvul megölte egy fénykarddal.
- Nack Movers a Star Wars: A klónok háborúja mellékszereplője (Elveszett fénykard c. rész), körözött bűnöző, aki megveszi Ahsoka Tano ellopott fénykardját. Két nő azonban meggyilkolja, így Ahsoka és a fegyver utáni nyomozásában segítő Tera Sinube mester már csak Movers holttestére bukkan rá.
- Garnac a Star Wars: A klónok háborúja egyik szereplője (Vuki vadászat c. rész). Ő volt azoknak a trandosánoknak a vezetője, akik elrabolták Ahsoka Tano-t, majd a Wasskahra szállították. Ő volt Dar apja. Egyszer Ahsoka és társai rátámadtak a hajójára, és sorban végeztek a társaival. Garnac megpróbálta őket lelőni, de a jedi növendékek segítségére érkezett vukik szétlőtték az ágyúját, és Garnac elmenekült. Ám Ashoka megtalálta, és lelökte őt a hajójáról, és Garnac lezuhant a mélybe. Garnac-nak világoszöld színű bőre van, rajta sötétzöld csíkokkal, vörös a szeme színe, fején pedig vörös tüskék találhatók.
- Clutch a Star Wars: A klónok háborúja egyik szereplője (Vuki vadászat c. rész). Ő és Goron szállították a foglyokat a Wasskahra, hogy vadásszanak rájuk, de Ahsoka és társai megtámadják a szállítóhajójukat. Ahsoka elkezd harcolni Clutch-al, de az erő segítségével Ahsoka a hajó ablakához löki, Clutch pedig meghal.
- Krix a Star Wars: A klónok háborúja egyik szereplője (Vuki vadászat c. rész). Ő és Smug voltak járőrök éjjel a Wasskahon. Miután Ahsoka és társai elfogták Smugot, ő kapcsolatba lépett Krixszel („Küld ide egy gépet ami felvesz és hazavisz...psszhsz... ”), Krix pedig odarepült Smughoz, hogy hazavigye, de Ahsoka ráugrik Krix-re és megveri, de életben hagyja, és elrepül a trandosánok bázisára. Ahsoka és társai megtámadják a szállítóhajójukat. Ahsoka elkezd harcolni Clutch-al, de az erő segítségével Ahsoka a hajó ablakához löki, Clutch pedig meghal.